# تكنولوجيا بدائية
تكنولوجيا بدائية هي قناة يوتيوب يديرها جون بلانت. مقرها في أقصى شمال كوينزلاند، أستراليا، توضح سلسلة فيديوهات القناة عملية صنع الأدوات والمباني باستخدام المواد الموجودة في البرية فقط. تم إنشاء القناة في مايو 2015، وقد اكتسبت القناة أكثر من 9.5 مليون مشترك وأكثر من 700 مليون مشاهدة اعتبارًا من يونيو 2019.

## خلفية
يصف بلانت موضوعه بأنه هواية  وهو «يعيش في منزل حديث ويأكل طعامًا حديثًا». صرح في تعليق على مقطع فيديو في يناير 2018 بأنه يملك الأرض التي يصور فيها مقاطع الفيديو. ويذكر على موقعه على الإنترنت أن أصوله لا تعود إلى السكان الأصليين لأستراليا وأنه لم يتلق تدريبات في الجيش الأسترالي.
في مراسلات مع ميشيل كاستيلو من سي إن بي سي في عام 2017، ذكر بلانت أنه في منتصف الثلاثينيات من العمر. قال أيضًا إنه ذهب إلى الجامعة وحصل على درجة بكالوريوس العلوم ، لكنه «لم يعمل بتخصصه»،  بدلاً من ذلك قام بقص المروج لتأمين لقمة العيش أثناء الخروج إلى الأدغال في أوقات فراغه لممارسة هوايته. وذكر أن انجذابه للعيش في الطبيعة بدأ في سن مبكرة في سن 11، حيث كان يصنع أكواخًا بجانب الجدول خلف منزله باستخدام مواد طبيعية فقط.

## وصف
يقوم كل فيديو بتوجيه المشاهدين عبر تقدم مشروع أو أكثر يوضح التقنيات والأساليب التي يستخدمها لإنشاء أدوات أو مباني. كما أوضح في مدونته، فهو يبني «بالكامل من نقطة الصفر دون استخدام أدوات أو مواد حديثة»، فقط باستخدام ما يمكنه الحصول عليه من بيئته الطبيعية، مثل المواد النباتية والطين والتربة والأحجار. لا تحتوي حلقات سلسلة الفيديوهات على أي حوار أو كلام وتعتمد على الحد الأدنى من الصوت المحيط. تصف ميزة (التسمية التوضيحية المغلقة) خطوات ما يقوم به في الفيديو.

## التاريخ
قام جون بتأسيس قناة اليوتيوب تكنولوجيا بدائية في مايو 2015. وتم تحميل الفيديو الأول في 1 مايو 2015. منذ ذلك الوقت حصل كل مقطع فيديو له على ملايين المشاهدات وجمعت القناة 5.4 مليون مشترك و 350 مليون مشاهدة بحلول أيلول / سبتمبر 2017،  بزيادة إلى 8.7 مليون مشترك و 615 مليون مشاهدة بحلول سبتمبر 2018. اعتبارًا من يونيو 2019، ضمت القناة 9.5 مليون مشترك و719 مليون مشاهدة.
خلال السنتين الأوليين من وجود القناة ظل الرجل في مقاطع الفيديو مجهول الهوية. في يونيو 2017 عرّف عن نفسه باسم جون بلانت عندما اشتكى على فيسبوك أن مقاطع الفيديو الخاصة به قد سُرقت نتيجة لإعادة نشرها على فيسبوك، وأن هذه الممارسة كلفته آلاف الدولارات الأسترالية.

## روابط خارجية
- الموقع الرسمي